# Taikodom: Crônicas
Taikodom: Crônicas é uma antologia de contos e novelas, Gerson Lodi-Ribeiro, baseados no MMOSG Taikodom brasileiro produzido pela empresa catarinense Hoplon Infotainment. O livro escrito por  descreve acontecimentos que ocorreram ao longo de quase um quarto de milênio, dentro do mundo virtual do game. 
O livro é dividido em contos e novelas que são apresentados de forma cronológica e narram importantes momentos da trajetória espacial da humanidade, como a primeira viagem em nave tripulada para fora do Sistema Solar; a descoberta de uma sociedade alienígena; e a criação de um guia-turístico espacial. 
O autor narra os conflitos e as descobertas dos humanos "ressurrectos", que saíram do Planeta Terra durante a Era da Restrição e tiveram que se adaptar a uma nova realidade. 
 Relação de capítulos:
- Point of K(No)w Return
- Despertar do Físico
- Morituri te Salutant!
- Guia Tertius do Taikodom para o Turista Independente
- Escambos com Nativos
- Segunda Ressurreição
- Confronto com Quimera

## Sinopse
| “ | O Comandante de uma poderosa belonave estelar é um desequilibrado perigoso que se dispõe a explodir um planeta inteiro numa caça implacável ao Inimigo; dizem que até os próprios subordinados o tomam por louco... O etnogeólogo que estuda a Terra a distância através de telescópios orbitais e negocia via rádio com tribais do Planeta Proibido a cessão de certos textos de ficção científica para inspirar os almirantes espaciais a desenvolver novas estratégias para combater o Inimigo Alienígena... Quando não consegue explicar porque a primeira nave humana desapareceu em seu voo inaugural, o físico mais genial do Sistema Solar percebe que é hora de despertar seu antigo professor terrestre. Só que o velho sátiro não perde tempo: além de desvendar o mistério, rouba a bela pupila do gênio espacial... Essas são apenas algumas (…) das histórias que o leitor encontrará em Taikodom: Crônicas(…) . | ” |

## Ver Também
- Ficção científica do Brasil